# DKW F2
De DKW F2 is een kleine auto uit de compacte klasse die door de Duitse autoconstructeur DKW van 1932 tot 1935 geproduceerd werd. Het was de eerste van een aantal opeenvolgende kleine DKW-modellen die op de markt gebracht werd onder de naam "DKW Meisterklasse".

## Historiek
De DKW F2 werd gelanceerd op het Autosalon van Berlijn in april 1932. De wagen deelde zijn motor en voorwielaandrijving met zijn voorganger, de DKW F1, maar had een 21 cm langere wielbasis en een grotere carrosserie. De F2 werd verkocht onder de naam DKW Meisterklasse 601.
In 1933 werd de motor opgewaardeerd met een verbeterd brandstoftoevoersysteem en werd de auto omgedoopt tot DKW Reichsklasse. Tezelfdertijd werd een grotere motorversie geïntroduceerd, eveneens met het verbeterd brandstoftoevoersysteem, onder de naam DKW Meisterklasse 701.
De F2 Meisterklasse werd in 1934 licht gewijzigd en op de markt gebracht als de DKW F4, terwijl de F2 Reichsklasse nog een jaar werd aangeboden. In 1935 verving de DKW F5 zowel de F2 als de F4.
Tussen 1932 en 1935 werden ongeveer 17000 exemplaren gebouwd, verdeeld over de Meisterklasse en de Reichsklasse.

## Ontwerp
De auto werd aangedreven door de 584 cc tweetakt-tweecilindermotor uit de DKW F1 die aanvankelijk nog steeds 11 kW (15 pk) produceerde. Het motorvermogen werd via een handgeschakelde drieversnellingsbak overgebracht naar de voorwielen.
In 1933 werd de motor uitgerust met omkeerspoeling, een techniek die uitgevonden was door Adolf Schnürle om de efficiëntie van de brandstoftoevoer en -afzuiging te verhogen bij tweetaktmotoren. Daardoor steeg het motorvermogen van de 584 cc motor tot 13 kW (18 pk).
Eveneens in 1933 werd een 692 cc tweetakt-tweecilindermotor geïntroduceerd die ook met omkeerspoeling uitgerust was en een maximaal vermogen van 15 kW (20 pk) ontwikkelde.
De carrosserie was opvallend langer en eleganter dan die van de DKW F1 en bestond uit een zelfdragend houten skelet dat met kunstleer bekleed was. Verder beschikte de wagen over een subframe bestaande uit stalen langsliggers met U-profiel en een onafhankelijke wielophanging met dubbele dwarsgeplaatste bladveren. 
De Meisterklasse werd aangeboden als cabriolet-sedan (een vierzitter tweedeurs carrosserie met een stoffen vouwdak maar met vaste raamkozijnen aan de zijkant) of als cabriolet. De Reichsklasse was alleen als cabriolet-sedan verkrijgbaar.

## Fotogalerij

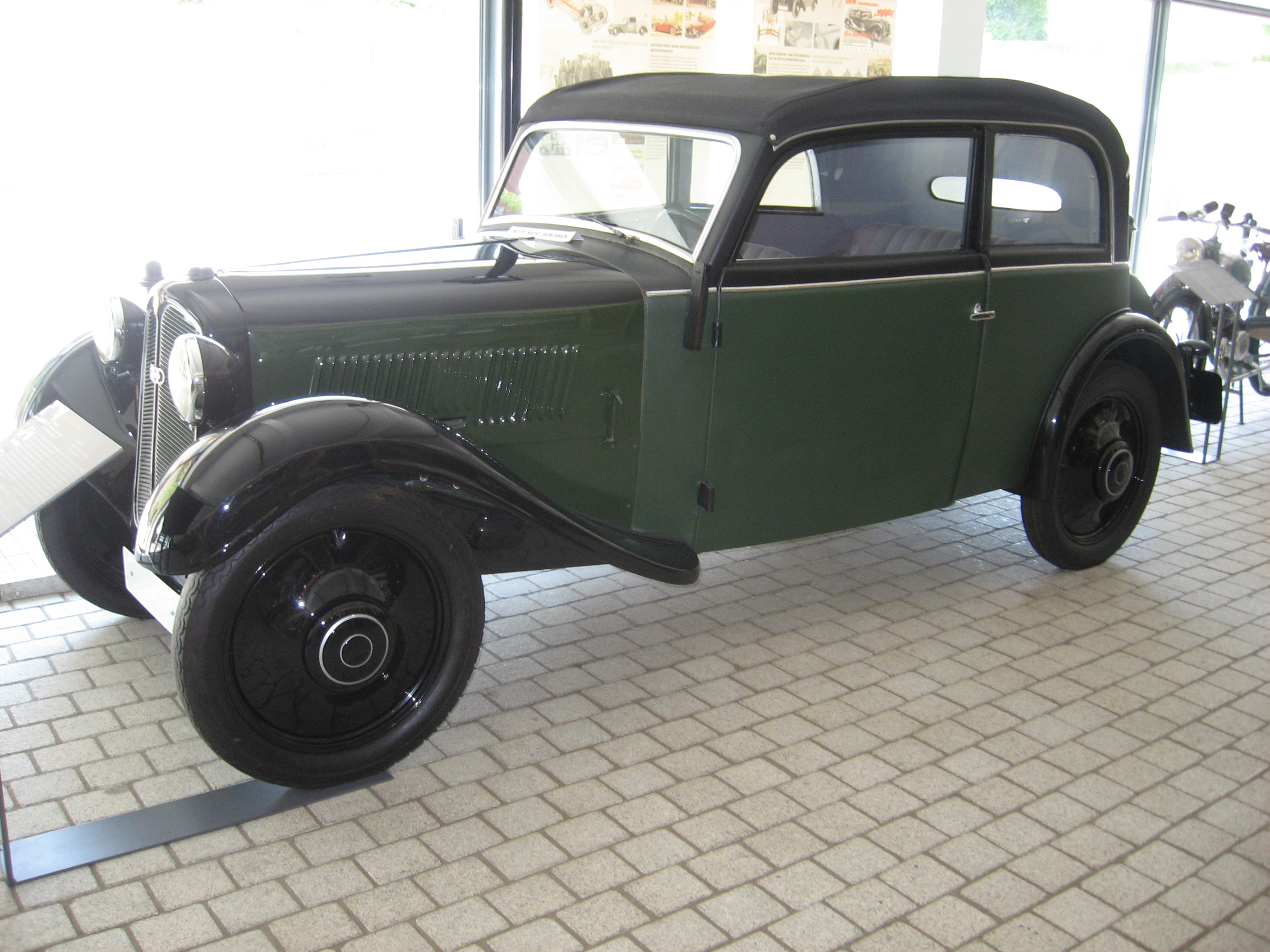
DKW F2, vooraanzicht
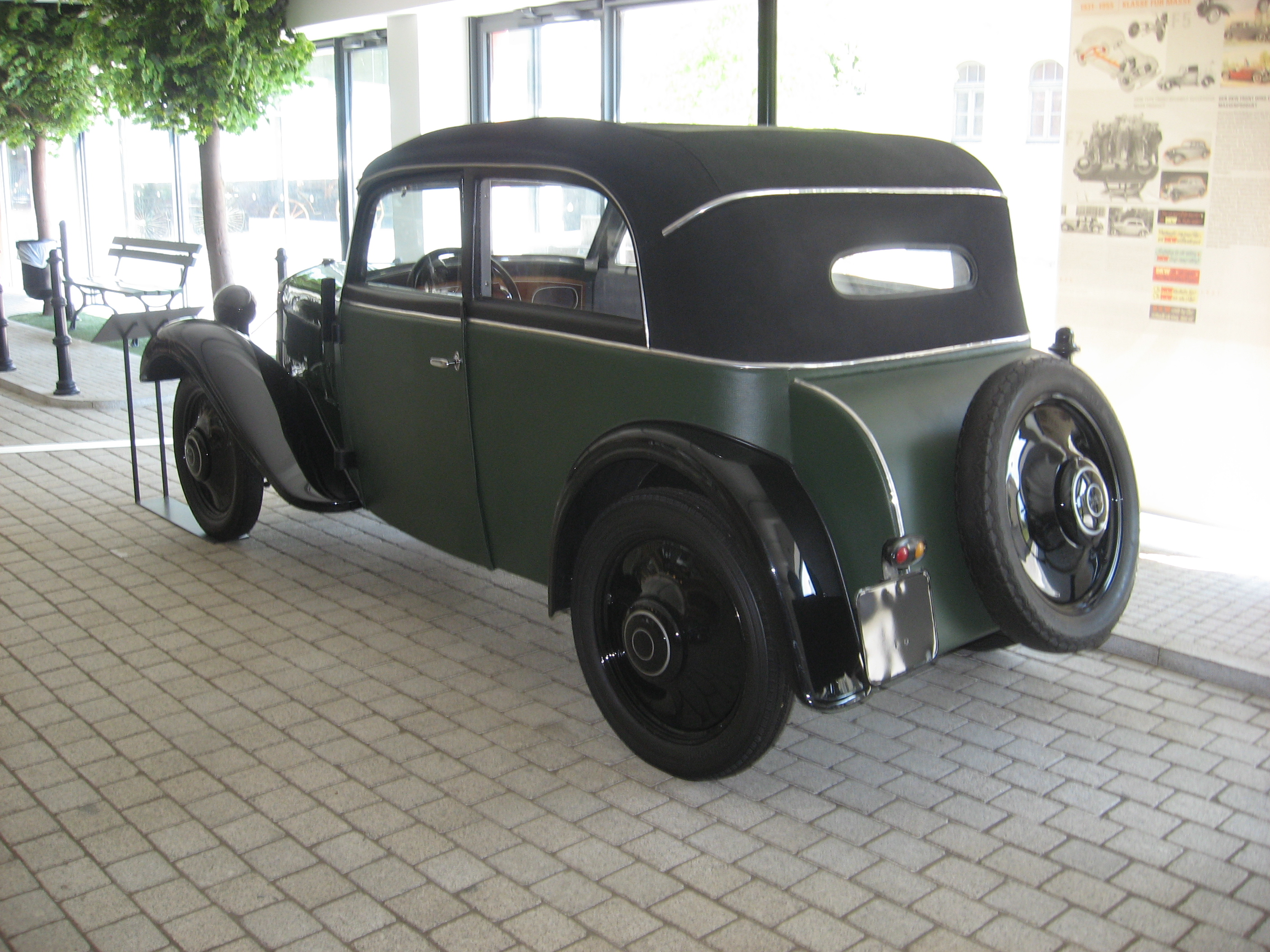
DKW F2, achteraanzicht
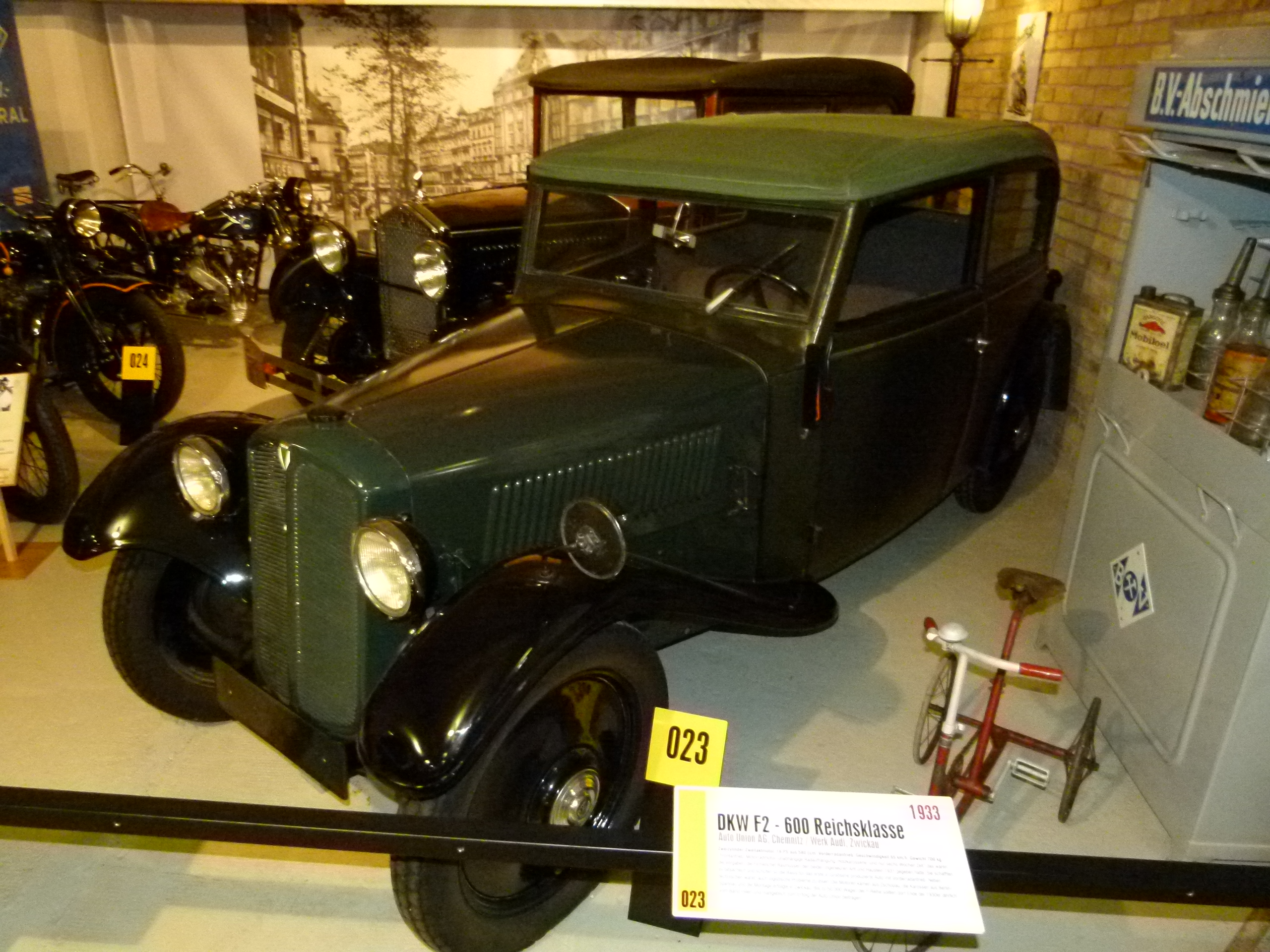
DKW F2 Reichsklasse (1933)
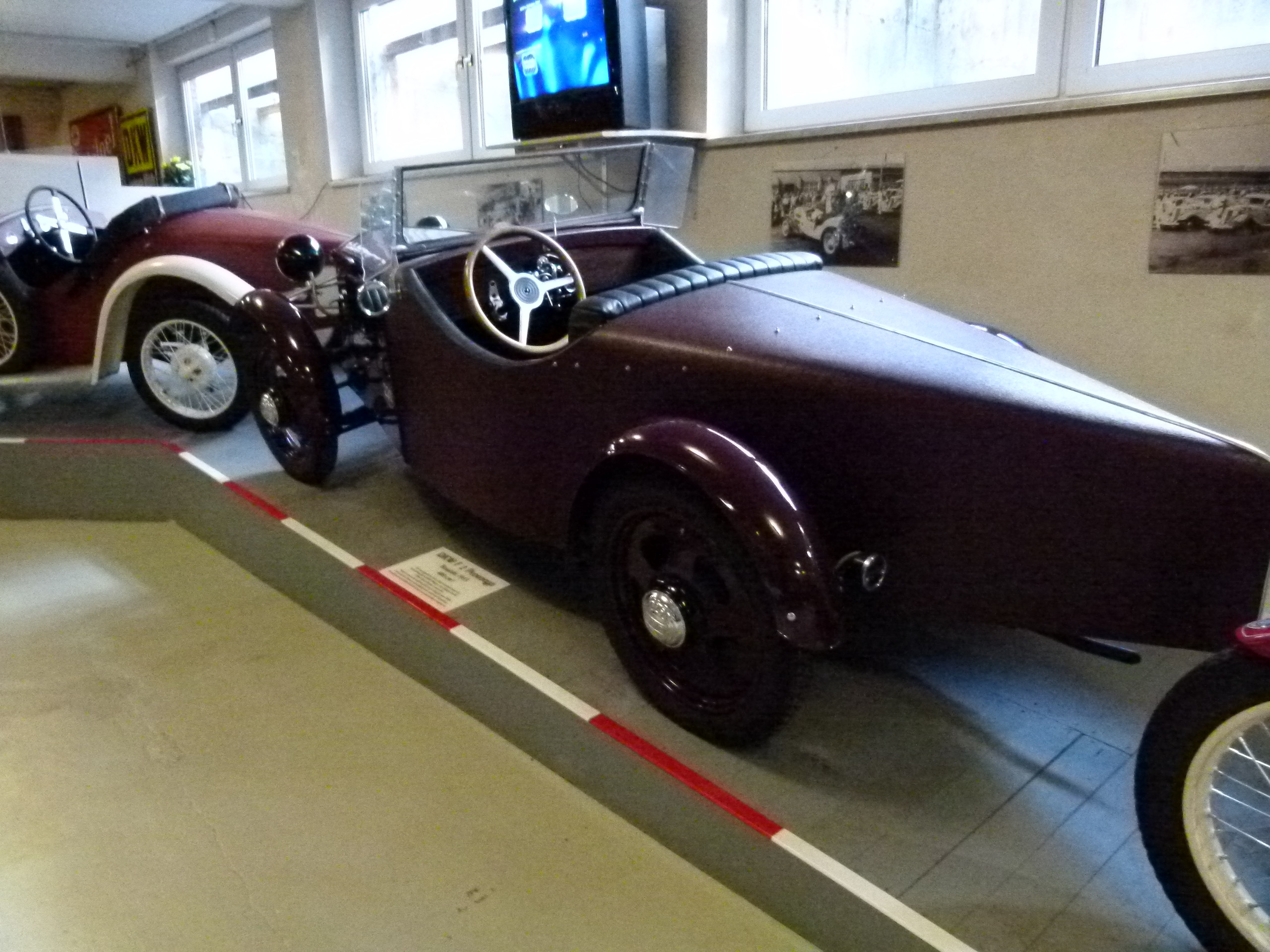
DKW F2 roadster prototype (1933)
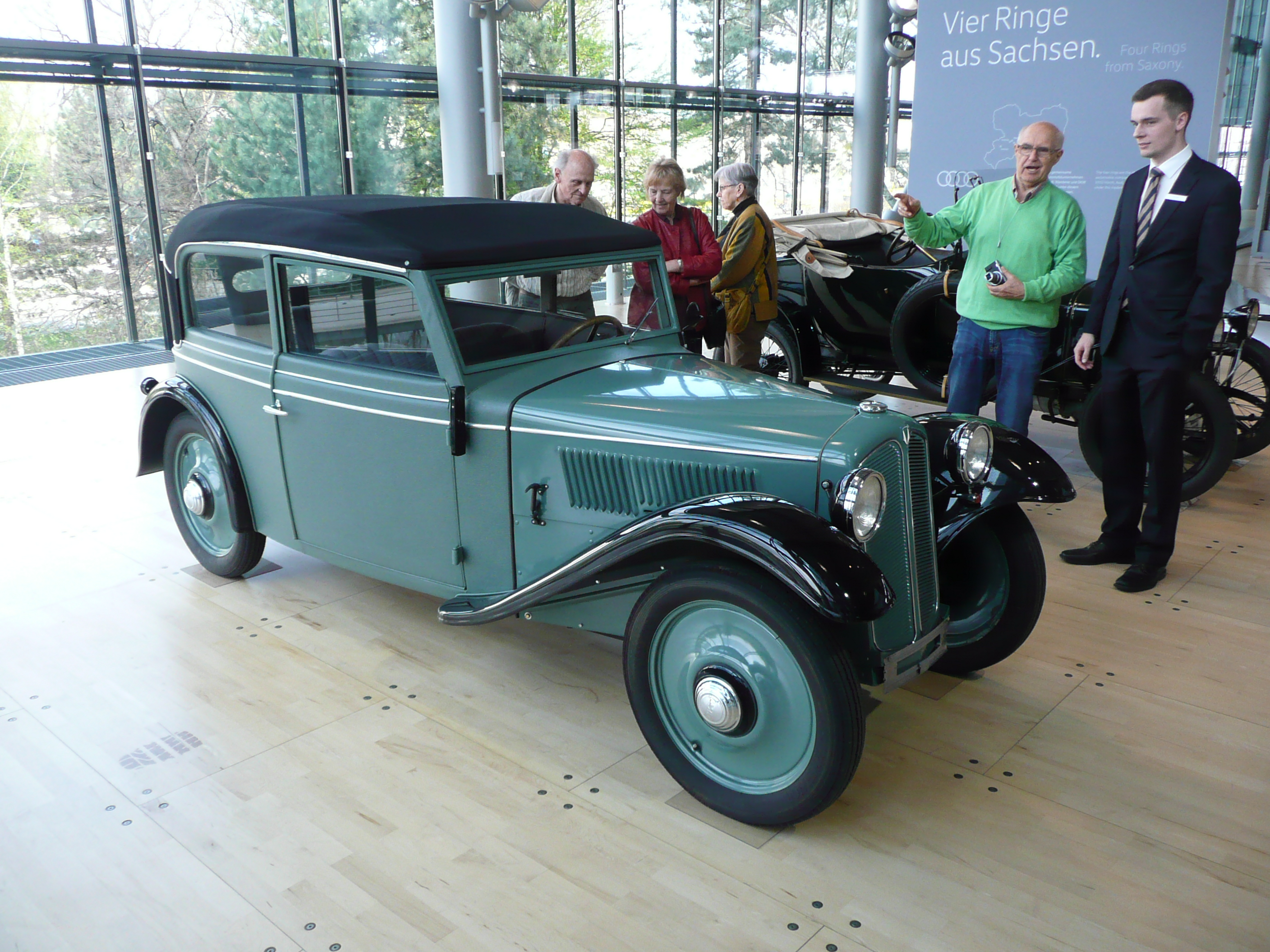
DKW F2 (1934)

Modellen voor 1945:
Type P · 
4=8 (V 800/V 1000/Sonderklasse/Schwebeklasse) · 
F1 · 
F2 · 
F4 · 
F5 · 
F7 · 
F8 · 
F9 (prototype)
Modellen na 1945:
F10 · 
Meisterklasse (F89) · 
Sonderklasse (F91) · 
3=6 (F93/94) · 
Monza · 
Junior · 
F11/F12 · 
F102
Terrein- en bedrijfswagens:
Munga (F91/4) · 
DKW Schnellaster · 
DKW F 1000 L
Merknaam Auto Union:
1000 · 
1000 Sp
Afgeleide modellen:
IFA F8 · 
IFA F9 · 
Audi F103